# Mukim di Kiudang
Kiudang è un mukim del Brunei situato nel Distretto di Tutong con 4.694 abitanti al censimento del 2011.

## Geografia antropica

### Suddivisioni amministrative
Il mukim è suddiviso in 9 villaggi (kapong in malese):
Bakiau, Batang Mitus, Birau, Kebia, Kiudang, Luangan Timbaran, Mungkom, Pad Nunok, Pengkalan Mau.